# CIPO-model

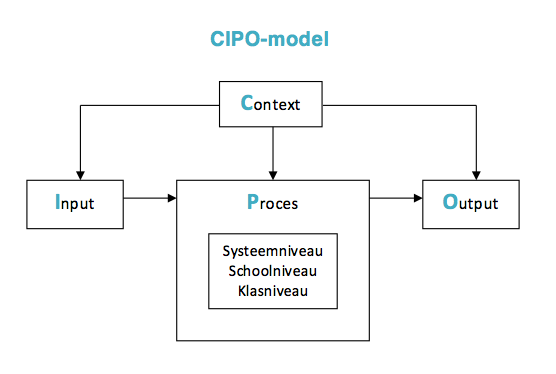
Het CIPO-model

Het context-input-proces-output (CIPO) model is een systeemmodel van het functioneren van onderwijs dat op verschillende niveaus kan worden toegepast, namelijk op systeemniveau, schoolniveau en klasniveau. Het model fungeert daarnaast als analytisch kader van waaruit de kwaliteit van het onderwijs beoordeeld kan worden.
Volgens dit model kan het onderwijs worden opgevat als een productieproces, waarbij input middels een proces resulteert in bepaalde output. Zowel input, proces als output worden hierbij beïnvloed door de context. De context levert input, is een basis voor hulpbronnen die nodig zijn voor het proces en stelt tevens eisen aan de output. Op die manier hangen de componenten van het CIPO-model onderling met elkaar samen.
Het CIPO-model is ontwikkeld door Jaap Scheerens (1990).

## Vier componenten
Context
Betreft omgevingsfactoren en ontwikkelingen die van invloed zijn op het onderwijs, zoals technologische, demografische en economische ontwikkelingen. Daarnaast maakt nationaal beleid deel uit van de context, door het bepalen van nationale doelen en standaarden. Dit heeft een belangrijke potentiële invloed op onderwijskwaliteit.
Input
Verwijst naar de financiële middelen die worden ingezet en de materiële infrastructuur, zoals het schoolgebouw en schoolboeken. Naast deze middelen en materialen heeft input betrekking op het kennisniveau van leerlingen bij aanvang, leerling- en docentkenmerken (zoals geslacht en etniciteit) en kwalificaties van docenten (opleiding, kennisniveau).
Proces
Omvat initiatieven om output te realiseren, zoals het plannen en uitvoeren van activiteiten. Ook kan hierbij gedacht worden aan de didactische en pedagogische aanpak, schoolcultuur en schoolklimaat, peer-group processen en leiderschap(stijl).
Output
Behelst de resultaten en opbrengsten. Opbrengsten op de korte termijn zijn leerling prestaties, zoals verworven kennis van taal en rekenen en burgerschapscompetenties, op middellange termijn het behalen van een diploma en op lange termijn het krijgen van een (betaalde) baan.

## Kritiek
Bestaande kritiek op het CIPO-model is dat leerlingen worden gezien als ‘ruw onbewerkt materiaal’ die als het ware door middel van een productieproces worden ‘gemaakt’. Hierbij is er volgens critici sprake van een overdreven focus op meetbare opbrengsten. ‘Maakbaarheid’ is echter een gevoelige kwestie rond het systeemdenken. Deze gebruikte terminologie uit de systeemtheorie roept in onderwijskundige en pedagogische gemeenschappen dan ook weerstand op.
Toch kan ‘input’ volgens voorstanders voorgesteld worden als leerlingen die aan school beginnen met bepaalde eigenschappen. Wanneer zij klaar zijn, zullen de eigenschappen op bepaalde gebieden zijn veranderd, en zullen zij meer kennis en vaardigheden hebben verworven.

## Perspectieven van onderwijskwaliteit
Op basis van het analytisch kader van het model kunnen vijf belangrijke perspectieven van onderwijskwaliteit worden onderscheiden.
Productiviteit
Vanuit het perspectief van productiviteit, wordt onderwijskwaliteit enkel op basis van de output beoordeeld. De opgeleverde eindresultaten bepalen de mate waarin het onderwijs aan verwachtingen heeft voldaan en dus het succes van het systeem als geheel.
Effectiviteit
Binnen het effectiviteitsperspectief is er aandacht voor context-, input- en procesfactoren die positief samenhangen met het realiseren van doelstellingen (output). Hierbij wordt getracht de best werkende combinaties te vinden. De mate waarin een onderwijssysteem in staat is om doelstellingen te realiseren bepaalt de effectiviteit. Effectiviteit wordt, net als productiviteit, veelal uitgedrukt in leerling prestaties.
Efficiëntie
Bij dit perspectief wordt getracht om de hoogst mogelijke effectiviteit te behalen tegen zo laag mogelijke kosten (van input en processen). Dit kan op twee manieren gerealiseerd worden: of door met minder middelen dezelfde opbrengst te behalen of door met dezelfde middelen meer opbrengst te behalen.
Onderwijs(on)gelijkheid
Vanuit dit perspectief wordt bij het beoordelen van onderwijskwaliteit de verdeling van input, processen en opbrengsten tussen verschillende groepen in het onderwijs geanalyseerd. Het ideaal is dat alle groepen, zoals leerlingen uit diverse sociaaleconomische milieus, in dezelfde mate kunnen profiteren van het onderwijs. Onderwijsopbrengsten dienen niet, of zo min mogelijk, het resultaat te zijn van achtergrondfactoren.
Adaptiviteit
Bij adaptiviteit wordt er gekeken naar de mate waarin het onderwijs inspeelt op specifieke vragen vanuit de bredere sociaal-, cultureel- en economisch- maatschappelijke context. Het is hierbij van belang om doelstellingen te kiezen die aansluiten bij de verwachtingen en eisen die vanuit de samenleving aan het onderwijs worden gesteld. Deze aanpassing aan de dynamische context wordt ook wel responsiviteit genoemd. Vanwege de voortdurende veranderingen en ontwikkelingen vraagt dit om flexibiliteit.